# Mannefjorden
Mannefjorden er en fjord i Mandal kommune i Agder fylke i Norge. Fjorden har indløb fra Skagerrak og strækker sig omkring fem kilometer mod 
nord til Mandal by.
Ryvingen fyr ligger på østsiden af indløbet til fjorden, ret syd for Skjernøy. Andre øer på østsiden er Ferøy, Stussøy og Gismerøya, som har broforbindelse over til fastlandet ved Kleven. På vestsiden ligger øerne Storøy, Mannevær, Hatholmen, Risøya og Aspholmen. 
I centrum af Mandal munder Mandalselven ud i Mannefjorden.